# 오스트로네시아족
오스트로네시아족(Austronesian peoples, Austronesians)은 아시아, 오세아니아, 아프리카에 있는 오스트로네시아어족(Austronesian language family)의 언어를 모어로 사용하는 다양한 민족을 통틀어 가리키는 용어이다. 그들은 말레이시아, 동티모르, 필리핀, 인도네시아, 브루나이, 싱가포르, 마다가스카르, 마이크로네시아, 폴리네시아, 뉴질랜드와 하와이의 폴리네시아인, 멜라네시아의 비 파푸아 부족들(non-Papua peoples), 다수의 타이완 원주민을 포함한다. 또한 이들은 태국의 파타니 지방, 베트남의 참 족 지역, 캄보디아, 하이난(海南)에서도 발견된다. 오스트로네시아어족들이 거주하는 영역을 집단적으로 오스트로네시아라고 한다.

## 선사시대 그리고 역사

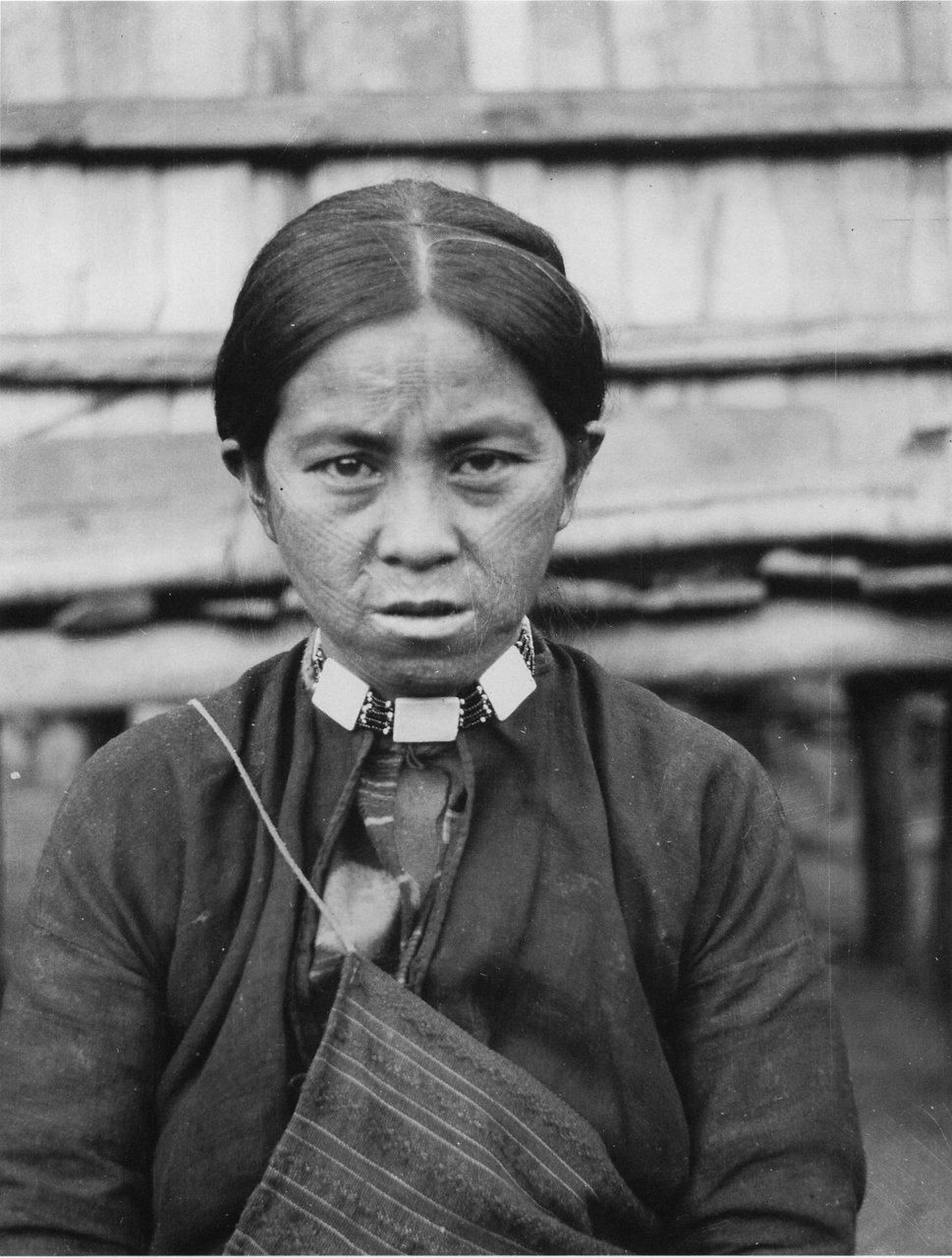
얼굴에 타투를 한 타이완의 아타얄 부족 여인

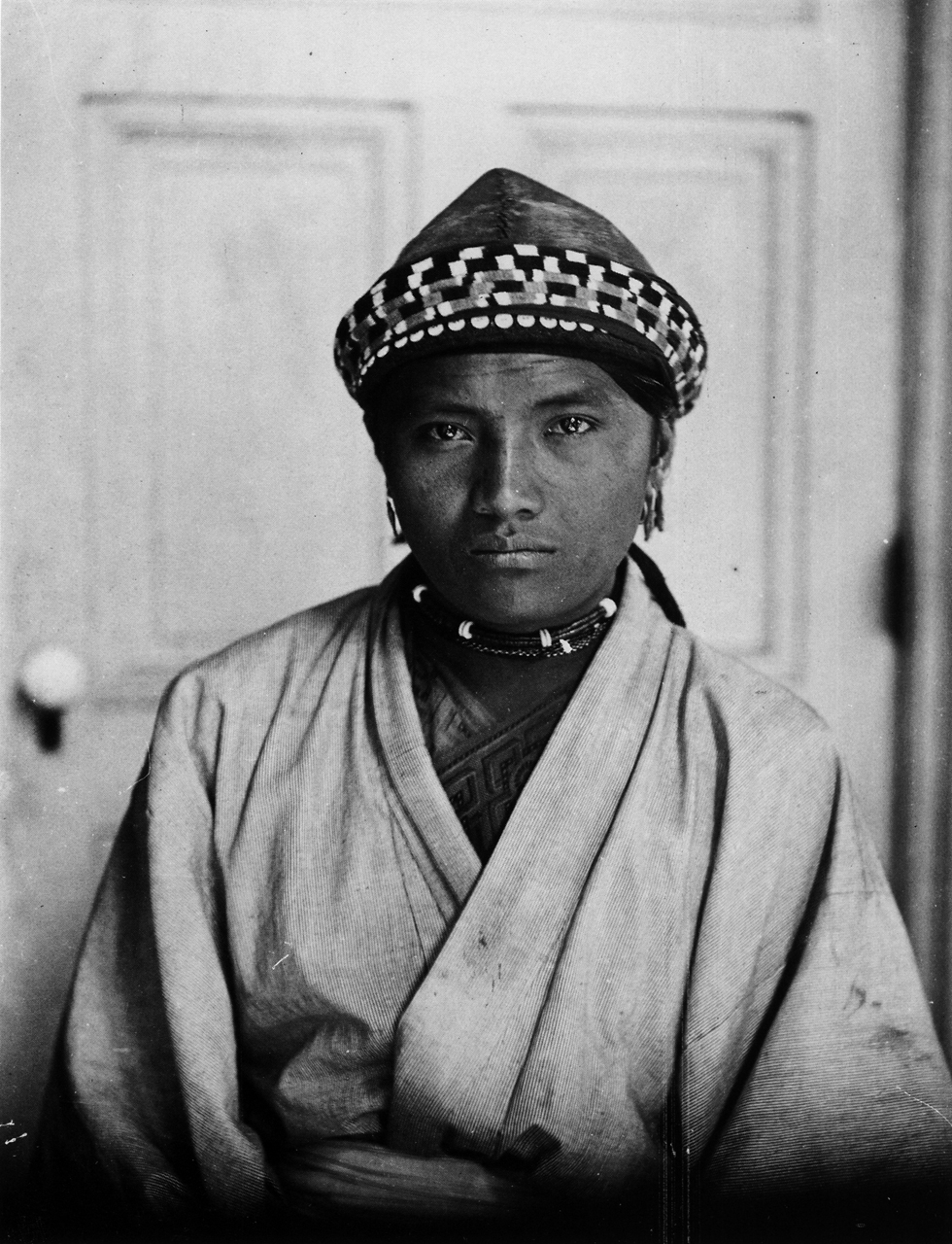
일본 통치기에 동경제국대학교 인류학과를 방문한 루카이족 마을의 추장

고고학적 증거가 남부(동남아시아와 말레이시아)와 중국 본토 지역 사이의 기술적인 관련을 증명하고 있다. 반면, 고고학적, 언어학적 조합의 증거는 오스트로네시아어족의 북부(화난과 타이완) 기원설을 뒷받침하는 것으로 해석되어 왔다. 중국화 이전(특히, 한족들이 통치 패권을 잡기 전), 오스트로네시아어 화자들은 타이완을 지나 중국 남부 해안에서 통킹만까지 확산되었다. 그 시기, 한족들은 남진을 하여 양쯔강에서 또는 양쯔강 어귀에서 통킹만에 이르는 해안 지역에서 모든 본토에 남아 있는 오스트로네시아어 부족들을 중국화 시켰다. (오늘날 그 과정은 타이완에서도 계속되고 있다.) 

### 이주와 분산
재배된 코코야자의 게놈 분석은 오스트로네시아인들의 운동에 빛을 주었다. 10개의 미세 위성 유전자를 조사함으로써, 연구원들은 코코야자에 2개의 유전학적인 뚜렷한 부분 모집단 있다는 것을 발견했다. 하나는 인도양에서 기원한 것이었고, 나머지는 태평양에서 기원한 것이었다. 그러나, 두 개체 사이에, 유전자 전이의 혼성이 있었다는 증거는 있다. 코코야자가 해양 살포에 대해 이상적으로 적응했다는 것을 가정하면, 한 곳에서 온 개체가 바다에 떠서 다른 개체로 갔다는 것도 가능하게 보인다. 그러나, 혼성이 일어난 위치는 마다가스카르와 아프리카 동부 해안으로 제한되며, 세이셸은 배제되었다. 이러한 패턴은 오스트로네시아 항해자들의 무역로로 알려진 것과 동시에 일어난다. 덧붙여, 창시자효과로부터 기인한 개체군 병목현상을 경험한 남미의 동부 해안에 있는 유전학적으로 뚜렷한 코코야자 하위 개체가 있다. 그러나, 그 선조들이 태평양 코코야자이며, 그것은 오스트로네시아인들이 미국 대륙까지 항해했을 것이라는 것을 시사하고 있다.

## 지리적 분포
오스트로네시아인들은 원양 항해(ocean-going sailing) 기술을 최초로 발명하였다. 이로 인해 인도-태평양 지역 대부분을 식민지화할 수 있었다. 16세기 근세 식민 시대(Colonial Era) 이전, 오스트로네시아 어족은 세계에서 가장 광범위한 언어로, 동태평양 이스터 섬에서 서인도양 마다가스카르에까지 이르렀는데 이는 지구 면적 절반에 해당한다.

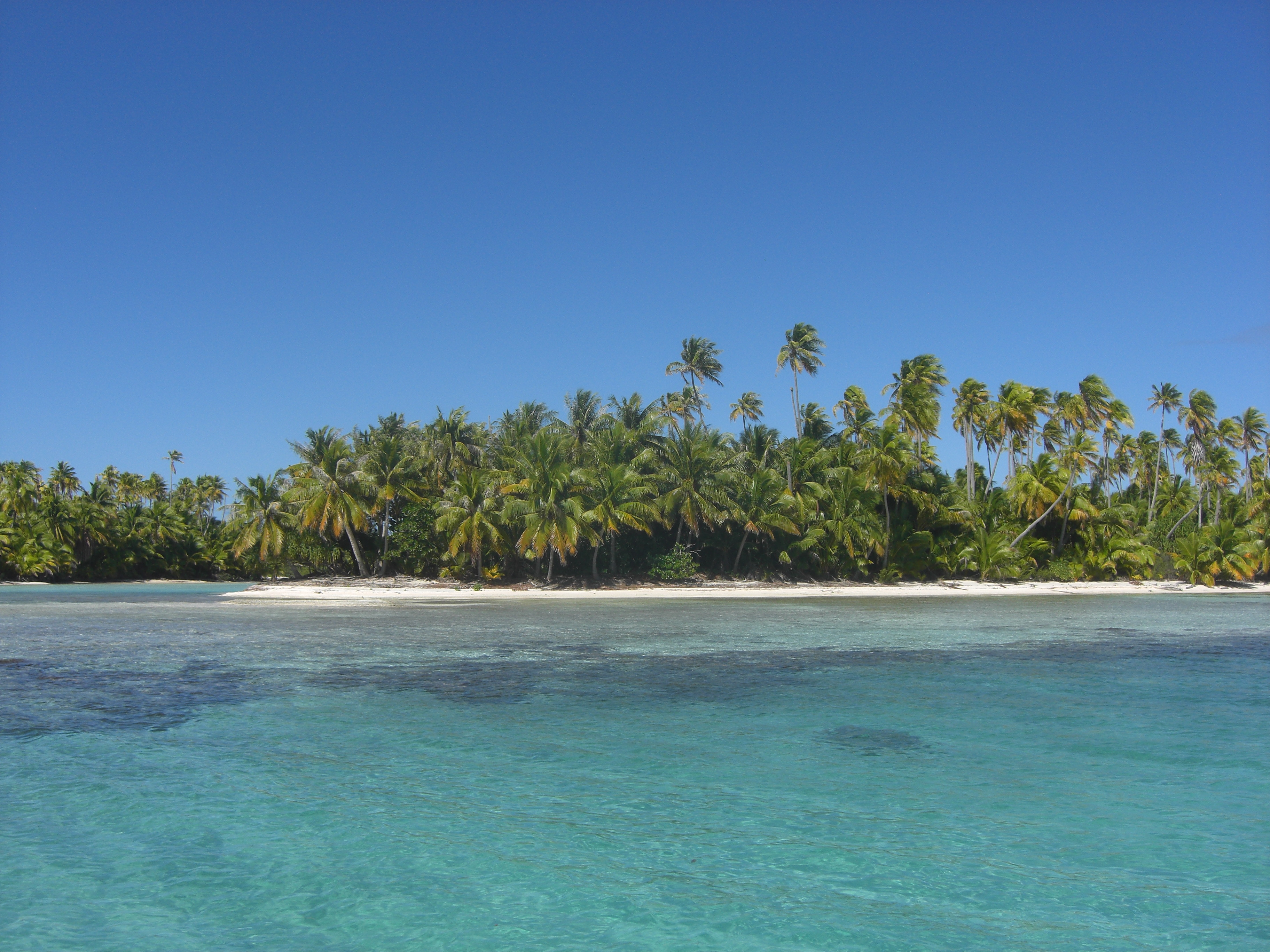
프랑스령 폴리네시아 투아모투 군도(Tuamotus) 내 랑이로아 환초(Rangiroa island)의 코코야자, 오스트로네시아에서 전형적으로 보이는 섬 풍경, 코코야자는 열대 아시아가 원산지이며, 오스트로네시아인들이 카누 식물(canoe plants)로서 태평양제도와 마다가스카르로 확산시켰다.

오늘날 오스트로네시아 계열 언어는 지구 전 인구의 4.9%에 해당하는 약 3억 8,600만 명이 사용하고 있어, 5번째로 큰 어족에 해당한다. 가장 많은 사용자를 가지고 있는 오스트로네시아어로는 말레이어(인도네시아어와 말레이시아어), 자바어, 필리핀어(타갈로그어)가 있다. 어족에는 1,257개 언어가 속해 있어, 어족 중 2번째로 많은 언어를 거느리고 있다.
오스트로네시아 구사가 가능한 원주민들을 포함하는 지리적 지역을 오스트로네시아라고도 한다. 하위지역(subregion)으로는 말레이 반도, 대순다열도(Greater Sunda Islands), 소순다열도(Lesser Sunda Islands), 도서 멜라네시아(Island Melanesia), 도서 동남아시아(Island Southeast Asia, ISEA), 말레이 군도, 해양 동남아시아(Maritime Southeast Asia, MSEA), 멜라네시아, 미크로네시아, 근 오세아니아(Near Oceania), 오세아니아, 태평양 제도, 원 오세아니아(Remote Oceania), 폴리네시아, 왈라세아(Wallacea)가 있다. 인도네시아와 말레이시아에서는 국수주의적 용어로 누산타라(Nusantara)가 이들 제도들을 지칭하는 용어로 흔히 사용되고 있다.

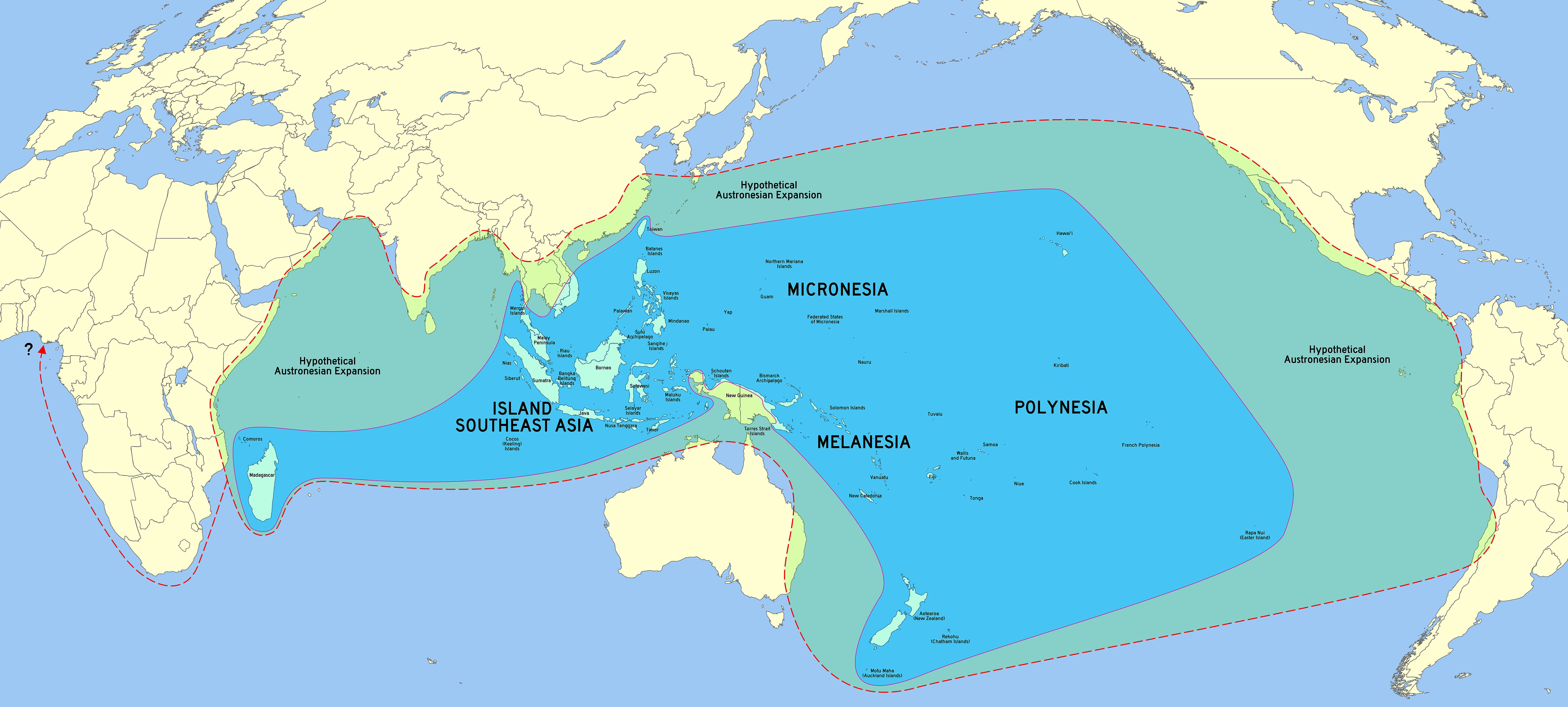
현대 오스트로네시아 분포도(짙은 파랑) 및 과거 오스트로네시아인들이 이주 및 접촉하였으나 현재에는 거주하지 않는 곳으로 추정되는 지역(연두색)(Blench, 2009)

역사적으로 오스트로네시아인들은 유독 '섬세계(island world)'에서 살고 있다. 오스트로네시아 지역 역시 상당한 계절성 강우가 내리는 열대 기후(tropical climate) 혹은 아열대 기후(subtropical climate)가 우세한 태평양 및 인도양 섬들에 거의 대다수 살고 있다. 이들은 큰 섬이나 내륙지역의 내부로 침투하는 것을 제한하였다.
이들 중에는 대만 원주민들도 포함되어 있는데, 이들은 브루나이, 동티모르, 인도네시아, 마다가스카르, 말레이시아, 미크로네시아, 필리핀제도, 폴리네시아의 주류 종족이기도 하다. 또한 싱가포르의 말레이족, 뉴질랜드·하와이·칠레의 폴리네시아인, 호주의 토레스해협도민(Torres Strait Islanders), 멜라네시아와 뉴기니 해안의 비(非) 파푸안 족(non-Papuan peoples), 코모로의 시부시어(Shibushi) 사용자, 레위니옹(Réunion)의 말라가시어(Malagasy) 및 시부시어 사용자도 포함된다. 또한 이들은 태국 남부 지역, 베트남 및 캄보디아의 참족 거주지역, 중국 하이난(海南)의 참족 거주지역, 미얀마 메르구이 군도(Mergui Archipelago)에서도 발견된다.
근대에 이르러서는오스트로네시아인들이 미국, 캐나다, 호주, 영국, 유럽, 코코스 제도(Cocos Islands), 남아프리카, 스리랑카, 수리남, 홍콩, 마카오, 서아시아 국가 등지로도 이주하였다.
일부 연구자들은 현재 오스트로네시아인들이 살고 있지 않는 지역에서도 과거에는 정착 혹은 접촉이 있었다고 주장한다. 이들의 주장은 가능성 있는 가설로 이어지기도 하지만 최소한의 증거만으로 뒷받침되는 상당히 논쟁적인 주장을 펼치기도 한다. 2009년 로저 블렌치(Roger Blench)는 역사적 서술, 외래어, 이식된 동식물, 유전자, 고고학적 유적, 물질 문화 흔적 등 다양한 증거를 제시하여 오스트로네시아 분포도 확장판을 제시하였다. 여기에는 아메리카 대륙 및 일본의 태평양 연안, 일본 야에야마 제도(八重山諸島), 호주 해안, 스리랑카, 남아시아 연안 지역, 페르시아 만, 인도양 제도 일부, 동아프리카, 남아프리카, 서아프리카를 포함한다.

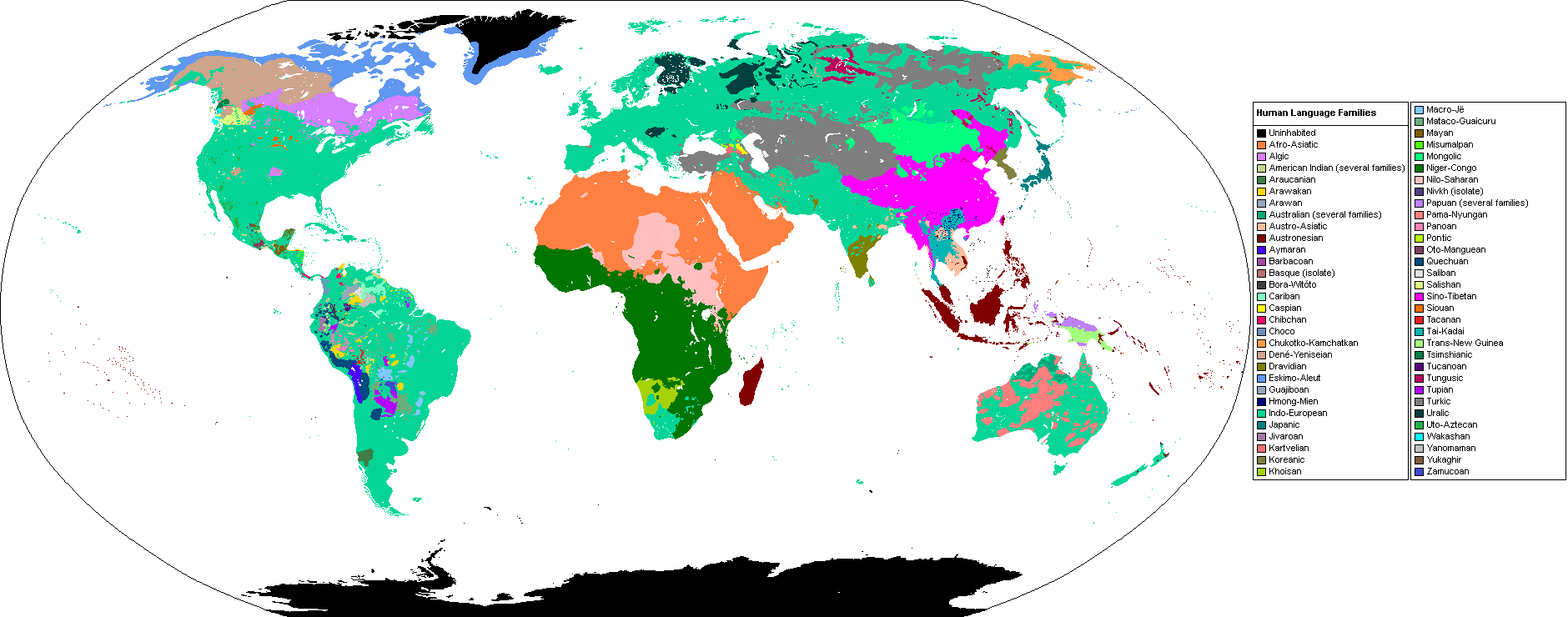
지도는 오스트로네시아어족의 분포(호주 지도 주목)를 보여준다. 이것은 대략적인 오스트로네시아인의 분포와 일치한다

오스트로네시아인들은 이름과 지리적 위치에 따라 다음과 같은 이름으로 구성되어 있다.
- 포르모사인: 타이완. 예, 아미스족, 아타얄족, 부눈족, 파이와녹.
- 말레이폴리네시아어파:
  - 보르네오 집단: 예, 카다산-두순, 무루트, 이반, 비다유, 타댜크
  - 중부와 남부 루손 저지대: 예, 타갈로그, 비콜라노
  - 참 족 집단: 캄보디아, 하이난, 베트남의 참 족 지역(중남부 베트남을 커버한 참 왕국의 잔재들) 북부 수마트라섬의 아체 주를 포함. 예, 아케니스, 참 족, 자라이, 우트술.
  - 이고로트: 코르디예라. 예, 발랑가오, 이발로이, 이스네그, 칸카나에이.
  - 루마드: 민다나오. 예, 카마요, 마노보, 타사다이, 티볼리
  - 말라가시: 마다가스카르. 예, 베트실레오, 메리나, 사칼라바, 치미헤티.
  - 멜레네시아안: 멜라네시아. 피지인, 예를 들어, 카낙족, 니바누아투, 솔로몬 제도
  - 미크로네시아인: 미크로네시아. 예, 칼롤리니안족, 차모로족, 팔라우족.
  - 모켄: 버마, 태국.
  - 모로: 방사모로 (민다나오, 술루 제도). 예, 마긴다나오, 마라나오, 타우수그, 바하우.
  - 북부 루손 저지대인들: 예, 일로카노, 카팜팡안, 팡가시난, 이바나그
  - 폴리네시아인: 폴리네시아. 마오리족, 하와이 원주민, 사모아인
  - 순다–술레웨시 어와 민족집단 (말레이, 순다, 자바, 발리, 바탁 포함, 지리적으로는 말레이시아, 브루나이, 파타니, 싱가포르와 인도네시아 중서부 대부분 포함).
  - 비사야인: 비사야족. 예, 아클라논족, 세부아노족, 힐리가이논족, 와라이족

## 같이 보기
- 말레이폴리네시아어파

## 도서
- Bellwood, Peter S. (1979). 《Man's conquest of the Pacific: The prehistory of Southeast Asia and Oceania》. Oxford University Press. ISBN 9780195201031.
- Bellwood, Peter (2007). 《Prehistory of the Indo-Malaysian Archipelago》 3, revis판. ANU E Press. ISBN 978-1-921313-12-7.
- Bellwood, Peter; Fox, James J.; Tryon, Darrell, 편집. (2006). 《The Austronesians : historical and comparative perspectives》. Australian National University. ISBN 1920942858.
- Diamond, Jared M. (1998). 《Guns, Germs, and Steel》. Vintage. ISBN 84-8306-667-X.
- Benitez-Johannot, Purissima, 편집. (2009). 《Paths of Origins》. ArtPostAsia Books. ISBN 9719429208. 2011년 10월 16일에 원본 문서에서 보존된 문서. 2011년 10월 14일에 확인함.